# Cuanza Norte
Cuanza Norte is een noordwestelijk gelegen provincie van Angola. De provincie maakte deel uit van de voormalige provincie Congo. Cuanza Norte ligt aan de noordelijke oever van de rivier Cuanza. Ten zuiden van die rivier ligt de provincie Cuanza Sul. In het westen grenst Cuanza Norte aan de provincie Bengo, in het noorden aan Uíge en in het oosten aan Malanje. De hoofdplaats van de provincie is N'dalatando.

## Gemeenten
- Cazengo
- Dembos
- Bula Atumba
- Bolongongo
- Ambaca
- Quiculungo
- Samba Caju

- Banga
- Gonguembo
- Pango Aluquem
- Cambambe
- Golungo Alto
- Lucala

## Economie
In Cuanza Norte worden katoen, koffie, maïs, grondnoten, avocado, ananas, aardappelen, bonen, guave, papaja, sisal en palmolie geproduceerd door de landbouw.
Delfstoffen in de regio zijn diamant, koper, ijzer, mangaan en kalksteen.
De industrie produceert textiel, leder- en schoenwaren. In de Cuanza-rivier zijn waterkrachtcentrales gebouwd voor de opwekking van energie.